# Килин, Сергей Яковлевич
Сергей Яковлевич Ки́лин (бел. Сяргей Якаўлевіч Кілін; род. 18 мая 1952, Гомель) — белорусский физик, академик НАН Беларуси (2014), доктор физико-математических наук (1992), профессор (2006). Заслуженный деятель науки Республики Беларусь (2019).

## Биография
В 1974 году окончил Белорусский государственный университет и начал работать в Институте физики Академии наук БССР, с 1994 года руководит лабораторией квантовой оптики. В начале 1980-х возглавлял совет молодых учёных. Совмещал научную деятельность с преподаванием на физическом факультете БГУ. С 2008 года занимал должность заместителя академика-секретаря Отделения физики, математики и информатики НАН Беларуси, с 2012 года — главного учёного секретаря НАН Беларуси, с 2014 года по 2022 год — заместителя председателя Президиума НАН Беларуси. В 2005—2011 и с 2023 года являлся председателем Белорусского физического общества. В 2009 году избран членом-корреспондентом НАН Беларуси, в 2014-м — академиком НАН Беларуси по специальности квантовая информатика, в 2019-м — иностранным членом РАН. В 2021 году избран сопредседателем Ученого совета ОИЯИ. Главный редактор «Журнала прикладной спектроскопии» и Известий Национальной академии наук Беларуси, серия физико-математических наук.

## Научная деятельность
Научные работы по квантовой оптике и квантовой информатике. Разработал теорию квантовых флуктуаций при нелинейно-оптических взаимодействиях и на её основе предсказал ряд эффектов, наблюдавшихся при испускании фотонов одиночными атомами и молекулами в различных окружениях. Разработал новые методы и системы для квантовых информационных технологий (квантовых компьютеров и квантовой криптографии). Одним из первых в мире стал излучать одиночные фотоны. При его участии в Белоруссии открыта учебная специальность Квантовые информационные системы.

## Награды и звания
- Премия Ленинского комсомола БССР (1982).
- Государственная премия Республики Беларусь в области науки и техники (23 апреля 2003 года) — за цикл работ «Квантовая электродинамика и когерентные ядерные процессы в среде: квантовая и ядерная оптика»[9].
- Медаль Франциска Скорины (4 августа 2014 года) — за многолетний плодотворный труд, образцовое исполнение служебных обязанностей, достижение высоких показателей в промышленности, строительстве и сельском хозяйстве, большой личный вклад в реализацию государственной информационной политики, развитие научной деятельности, здравоохранения, торговли, образования, культуры и искусства[10]
- Золотая медаль НАН Беларуси (2017)[11].
- Почётное звание «Заслуженный деятель науки Республики Беларусь» (25 февраля 2019 года) — за многолетний плодотворный труд, образцовое исполнение должностных обязанностей, исключительную храбрость и мужество, проявленные в борьбе с преступностью, при спасении людей во время пожара и ликвидации чрезвычайных ситуаций, значительный личный вклад в обеспечение законности и правопорядка, реализацию бюджетно-финансовой и налоговой политики, развитие машиностроения, химической промышленности, железнодорожного транспорта и гражданской авиации, заслуги в области строительства, торговли, социальной защиты населения, здравоохранения, науки, образования и культуры[12].
- Иностранный член РАН (2019).
- Лауреат Межгосударственной премии СНГ «Звёзды Содружества» (2021)[13].
- Серебряная медаль НАН Беларуси (2022)[14].
- Орден Дружбы (24 января 2025 года, Россия) — за большой вклад в развитие научно-технического сотрудничества России и Белоруссии[15]

## Публикации
Книги
- Килин С.Я. Квантовая оптика: Поля и их детектирование. — 2-е изд. — М.: Едиториал УРСС, 2003.
- Могилевцев Д.С., Килин С.Я. Методы квантовой оптики структурированных резервуаров. — Минск: Беларуская навука, 2007.
- Квантовая криптография: идеи и практика / под ред. С.Я. Килина, Д.Б. Хорошко, А.П. Низовцева. — Минск: Беларуская навука, 2008.

Основные статьи
- Kilin S. Ya., Horoshko D. B. Fock State Generation by the Methods of Nonlinear Optics // Phys. Rev. Lett. — 1995. — Vol. 74. — P. 5206—5207. — doi:10.1103/PhysRevLett.74.5206.
- Horoshko D. B., Kilin S. Ya. Direct Detection Feedback for Preserving Quantum Coherence in an Open Cavity // Phys. Rev. Lett. — 1997. — Vol. 78. — P. 840—842. — doi:10.1103/PhysRevLett.78.840.
- Килин С. Я. Квантовая информация // УФН. — 1999. — Т. 169. — С. 507—527. — doi:10.3367/UFNr.0169.199905b.0507.
- Dräbenstedt A., Fleury L., Tietz C., Jelezko F., Kilin S., Nizovtzev A., Wrachtrup J. Low-temperature microscopy and spectroscopy on single defect centers in diamond // Phys. Rev. B. — 1999. — Vol. 60. — P. 11503—11508. — doi:10.1103/PhysRevB.60.11503.
- Kilin S. Ya. Quanta and information // Progress in optics. — 2001. — Vol. 42. — P. 1–90. — doi:10.1016/S0079-6638(01)80015-9.
- Wrachtrup J., Kilin S. Ya., Nizovtsev A. P. Quantum computation using the 13C nuclear spins near the single NV defect center in diamond // Optics and Spectroscopy. — 2001. — Vol. 91. — P. 429—437. — doi:10.1134/1.1405224.
- Jelezko F., Popa I., Gruber A., Tietz C., Wrachtrup J., Nizovtsev A., Kilin S. Single spin states in a defect center resolved by optical spectroscopy // Appl. Phys. Lett. — 2002. — Vol. 81. — P. 2160—2162. — doi:10.1063/1.1507838.
- Mogilevtsev D., Nisovtsev A. P., Kilin S., Cavalcanti S. B., Brandi H. S., Oliveira L. E. Driving-Dependent Damping of Rabi Oscillations in Two-Level Semiconductor Systems // Phys. Rev. Lett. — 2008. — Vol. 100. — P. 017401. — doi:10.1103/PhysRevLett.100.017401.
- Kilin S. Ya., Kapale K. T., Scully M. O. Lasing without Inversion: Counterintuitive Population Dynamics in the Transient Regime // Phys. Rev. Lett. — 2008. — Vol. 100. — P. 173601. — doi:10.1103/PhysRevLett.100.173601.